# Myślibórz (województwo dolnośląskie)
Myślibórz (niem. Moisdorf) – wieś w Polsce położona w województwie dolnośląskim, w powiecie jaworskim (7 km od Jawora), w gminie Paszowice, na Pogórzu Kaczawskim (Pogórzu Złotoryjskim) w Sudetach, na granicy z Przedgórzem Sudeckim.

## Podział administracyjny
W latach 1975–1998 miejscowość administracyjnie należała do województwa legnickiego.

## Nazwa
Pierwsza wzmianka wymienia miejscowość pod słowiańską nazwą Mojecz oraz Moyes, która pochodzić ma od imienia założyciela lub właściciela Mojana. W 1374 roku wymieniana jest jako "Meuzewersdorf".

## Historia
Ślady osadnictwa sięgają na tym terenie VIII wieku n.e.

## Zabytki
Do wojewódzkiego rejestru zabytków wpisane są obiekty:
- zespół pałacowy, z drugiej połowy XIX w.:
  - pałac – wzniesiony w latach 1859–1861 wg projektu Carla Wolfa. Od 1950 r. w kompletnej ruinie, a od 1996 r. odbudowywany przez prywatnego właściciela. Zamek należał do rodu Prittwitzów.
  - oficyna
  - szklarnia (ruina)
  - powozownia
  - stajnia
  - brama
  - park
  - ogrodzenie, kamienne.

## Turystyka i ekologia
We wsi znajduje się biuro Dolnośląskiego Zespołu Parków Krajobrazowych (DZPK) Oddział Legnica-Myślibórz-lokalny punkt informacji turystycznej. DZPK popularyzuje wartości przyrodnicze, historyczne, kulturowe oraz walory krajobrazowe Parku Krajobrazowego "Chełmy". W obiekcie tym funkcjonuje od 1997 r. Centrum Edukacji Ekologicznej i Krajoznawstwa "Salamandra" (CEEiK). Obiekt wyposażony kompleksowo, posiadający bazę noclegową dla grup zorganizowanych (46 osób). We wsi znajduje się motel z restauracją "Kaskada" oraz bar "Klaudia". 
W pobliżu wsi znajduje się florystyczny rezerwat przyrody "Wąwóz Myśliborski", który został utworzony w 1962 roku. Jego korzenie sięgają jednak roku 1937, kiedy to utworzono w tym miejscu pomnik przyrody. Głównym celem rezerwatu jest ochrona jedynego w Sudetach miejsca występowania paproci - języcznika zwyczajnego oraz zbiorowiska leśnego chroniącego tę paproć. Przez "Wąwóz Myśliborski" biegnie ścieżka dydaktyczna z informacjami opisującymi roślinność umieszczonymi na 12 tablicach. Rezerwat ma powierzchnię 9,72 ha, z czego ochronie ścisłej podlega 0,9 ha. Na terenie Wąwozu Myśliborskiego znajduje się także teren piknikowy zwany „Słoneczna Łąka” z parkingiem, miejscem do grillowania oraz rekreacji. Przez wąwóz biegnie także 10 km trasa rowerowa „Dookoła Wąwozu Myśliborskiego”. We wsi funkcjonuje również ścieżka dydaktyczna-archeologiczna "Śladami Trzebowian" oraz "Szlak Salamandry"